# Georg Schwalm
Georg August Schwalm (* 18. November 1905 in Dresden; † 2. September 1979 in Fischbachau) war ein deutscher Strafrechtler und Hochschullehrer.

## Leben und Werk
Nach dem Schulabschluss 1924 studierte Schwalm Rechtswissenschaften und promovierte 1930 an der Universität Leipzig zum Dr. phil. 1934 wurde er Landgerichtsrat am Landesgericht Dresden und an das sächsische Justizministerium abgeordnet. 1935 wechselte er als Richter an das Oberlandesgericht Dresden. 1936 nahm er eine Assistentenstelle an der Juristenfakultät der Universität Leipzig an. Nach Ausbruch des Zweiten Weltkrieges 1939 wurde er zum Wehrdienst einberufen.
Nach Ende des Zweiten Weltkrieges flüchtete er 1952 aus der Deutschen Demokratischen Republik nach Freiburg im Breisgau und wurde 1954 Oberlandesgerichtsrat am Oberlandesgericht Karlsruhe. 1957 wurde er zum Ministerialrat und Referenten in der Abteilung Strafrecht ernannt und dort u. a. zuständig für die große Strafrechtsreform im Bundesjustizministerium. 
1961 erfolgte seine Ernennung zum Honorarprofessor mit Lehrauftrag an der Albert-Ludwigs-Universität Freiburg. Er lebte damals in Beuel. Von 1965 bis 1979 war er Professor für Strafrecht, Strafprozessrecht und Rechtsgeschichte an der Universität Erlangen-Nürnberg.

## Schriften (Auswahl)
- Der Vollstreckungseid. Systematische Darstellung der dem Vollstreckungsverfahren dienenden Offenbarungseide der §§ 807, 883 ZPO., der §§ 298, 338 RAbgO., des § 125 KO., des § 61 VglO. und des Offenbarungseides des § 83 FGG. sowie der Bestrebungen zu ihrer Reform. (= Leipziger rechtswissenschaftliche Studien, Heft 46). Th. Weicher, Leipzig 1930.
- (Mitautor): Wehrstrafgesetz. Kommentar. Beck, München, Berlin 1958.
- Der Vollstreckungseid. Systematische Darstellung der dem Vollstreckungsverfahren dienenden Offenbarungseide der §§ 807, 883 ZPO., der §§ 298, 338 RAbgO., des § 125 KO., des § 61 VglO. und des Offenbarungseides des § 83 FGG. sowie der Bestrebungen zu ihrer Reform. (= Leipziger rechtswissenschaftliche Studien, Heft 46). Zentralantiquariar der DDR, Leipzig 1970 (Nachdruck der Ausgabe von 1930).

## Ehrungen
- 1978: Bundesverdienstkreuz am Bande